# ماکسیم الکساندرویچ بلیایف
ماکسیم الکساندرویچ بلیایف (روسی: Максим Александрович Беляев؛ زاده ۳۰ سپتامبر ۱۹۹۱) یک بازیکن فوتبال اهل روسیه است.